# AMD Spider
Платформа AMD Spider была предназначена для энтузиастов, которым требуются высокопроизводительные системы, соответственно, и состояла из комплектующих верхнего ценового диапазона от корпорации AMD, включая процессоры серии AMD Phenom X4 9000, графические процессоры серии ATI Radeon HD 3800, а также чипсеты серии AMD 700.

## Презентация
Официально презентация платформы состоялась в ноябре 2007 года. За неделю до неё прошла ещё одна специальная конференция в Варшаве. Презентация была специально проведена незадолго до рождественских продаж: во-первых, подогреть интерес общественности к новым продуктам, во-вторых успеть провести рекламную кампанию до Рождества, и в-третьих в полной мере воспользоваться бумом продаж перед Рождеством.

## Технические характеристики
Во время презентации AMD делала упор на новую линейку процессоров AMD Phenom (причём предполагалось использование вплоть до 4-ядерных версий), выполненных по 65-нм техпроцессу и предназначенных для разъёма Socket AM2+; новое поколение чипсетов AMD 700 (с поддержкой технологий CrossFireX и AMD OverDrive; а также видеокарты семейства ATI Radeon HD 3800 с поддержкой Microsoft DirectX 10.1.

## Достоинства
Основным достижением платформы стало ощутимое повышение параметра "производительность на ватт". В первую очередь, это произошло за счёт перехода на 65-нм процесс при производстве нового поколения процессоров и чипсетов, и 55-нм процесс при производстве чипов семейства ATI Radeon HD 3800. Помимо этого была введена поддержка нескольких новых технологий: ATI PowerPlay, Cool’n’Quiet 2.0, Microsoft DirectX 10.1, HyperTransport 3.0 и PCI Express 2.0.
Ещё одним плюсом платформы стала значительная масштабируемость системы, а именно за счёт поддержки технологии ATI CrossFireX и поддержке до 42 линий PCI Express можно стало устанавливать вплоть до четырёх видеокарт в одной системе.

## Недостатки
Фактически существование платформы было лишено смысла, поскольку она не могла конкурировать с рядовыми платформами от Intel, чьи продукты и выбирались теми, кому действительно нужна высокая производительность. Как следствие, никакого распространения за пределами выставок и презентаций бренд не получил.

## Дальнейшее развитие
В 2009 году была заменена платформой AMD Dragon.

## Дополнительные источники
- The new, all-AMD “SPIDER” platform.—Официальная веб-страница платформы AMD Spider
- AMD Releases its first desktop platform (недоступная ссылка)—статья APC с замерами производительности (англ.)
- Geekzone - AMD Spider Video
- Информационный сайт, посвящённый платформе AMD Spider Архивная копия от 21 сентября 2020 на Wayback Machine
- AMD Spider: процессоры Phenom, чипсеты 7-Series и не только - обзорная статья на сайте 3Dnews.ru